# Stefano Accorsi
Stefano Lelio Beniamino Accorsi, född 2 mars 1971 i Bologna, Emilia-Romagna, är en italiensk skådespelare.

## Utmärkelser
Accorsi har bland annat vunnit två David di Donatello för bästa manliga huvudroll.

## Roller i urval
- 1998 – Radiofreccia
- 2001 – Ett rum i våra hjärtan
- 2001 – Sista kyssen
- 2005 – Romanzo criminale
- 2016 – Veloce come il Vento
- 2016 – The Young Pope (TV-serie) (2 avsnitt)
- 2024 – Hoppets tåg